# Awake (álbum de Dream Theater)
Awake es el tercer álbum de estudio de la banda de metal progresivo Dream Theater, publicado e 4 de octubre de 1994. Es un álbum mucho más oscuro y pesado que su predecesor, y es el último álbum de la banda con Kevin Moore en los teclados.
Gran parte del material para Awake fue escrito por períodos de sesiones entre febrero y abril de 1994. Dream Theater se encontraba bajo la presión de su sello discográfico por producir un álbum tan exitoso como Images and Words, con un sencillo similar a Pull Me Under. La discografía de la banda quería que hicieran un álbum de más orientación al metal, ya que pensaban que sería más fácil de vender. John Purdell y Duane Baron Productions mezclaron el álbum. La portada del álbum, diseñada por la banda, cuenta con numerosas referencias a letras de canciones del álbum.
Dream Theater audicionó teclistas para reemplazar a Moore para la próxima gira mundial, y finalmente, contrató a Derek Sherinian. Tenía apenas dos semanas para aprender dos horas de música compleja antes de que el tour comenzara. Sherinian inicialmente asumió el cargo a título de prueba y durante la gira se le pidió convertirse en miembro oficial de la banda. Después de la primera etapa de la gira, el vocalista James LaBrie sufrió un violento caso de intoxicación por alimentos, dañando severamente sus cuerdas vocales. Su canto se volvió impredecible, lo que llevó a LaBrie a deprimirse durante la mayor parte de la gira. Su voz empezó a recuperarse en la gira de Six Degrees of Inner Turbulence en el 2002. La banda estaba de gira en Japón cuando el gran terremoto de Hanshin golpeó.
Lanzado en la cúspide de la popularidad de la música grunge, Awake recibió críticas muy variadas; comentarios más recientes citan al álbum como uno de los mejores de la banda. El álbum alcanzó el puesto 32 en los Billboard 200 de EE. UU., la posición más alta que un álbum de Dream Theater alcanzaría, solo superada en el año 2007 por Systematic Chaos. Lie, Caught in a Web y The Silent Man fueron lanzados como sencillos, pero fracasaron en tener el éxito que tuvo Pull Me Under. El sello discográfico de la banda consideró que el álbum fue un fracaso comercial, lo que llevaría a la banda, por presiones de la discografía, a escribir canciones más "amigables" con la radio en su próximo álbum de estudio, Falling Into Infinity.

## Lista de canciones
Todo compuesto por Dream Theater con excepción de las especificadas.
1. "6:00" – 5:31 (letra por Moore)
2. "Caught in a Web" – 5:28 (Petrucci/LaBrie)
3. "Innocence Faded" – 5:43 (Petrucci)
4. "A Mind Beside Itself: I. Erotomania" – 6:45 (Dream Theater, instrumental)
5. "A Mind Beside Itself: II. Voices" – 9:53 (Petrucci)
6. "A Mind Beside Itself: III. The Silent Man" – 3:48 (música y letra por Petrucci)
7. "The Mirror" – 6:45 (Portnoy)
8. "Lie" – 6:34 (Moore)
9. "Lifting Shadows Off a Dream" – 6:05 (Myung)
10. "Scarred" – 11:00 (Petrucci)
11. "Space-Dye Vest" – 7:29 (música y letra por Moore)

Las pistas 4, 5 y 6 forman una suite de tres partes titulada A Mind Beside Itself. Son etiquetadas así en el librillo del CD; sin embargo, la contraportada del álbum las muestra individualmente en la lista. Cada canción tiene un índice diferente en el CD, y Dream Theater las trata como canciones individuales en sus presentaciones en vivo. No obstante, fueron interpretadas juntas (de principio a fin) y lanzadas en el álbum en vivo Live Scenes From New York y aparecen allí bajo el título "A Mind Beside Itself" parte I, II y III".

## Intérpretes
- James LaBrie – Voz
- John Myung – Bajo
- John Petrucci – Guitarras
- Mike Portnoy – Baterías
- Kevin Moore – Teclados

## Actuación en las carteleras
Billboard 200:
- Awake - #32

UK Top 75 Albums:
- Awake - #65

Billboard Mainstream Rock Singles:
- "Lie" - #38

## Datos adicionales
- Kevin Moore anunció su salida de la banda para cuando estuvo terminada la grabación de este álbum, lo que, según dijo John Petrucci, fue inesperado. A partir de ese momento, él fue excluido del resto del proceso de creación del álbum (como la mezcla)  y no aparece en los dos videos musicales producidos del álbum.
- La banda había interpretado Space-Dye Vest en vivo una sola vez en el 2011. No la habían interpretado antes porque, Mike Portnoy dijo que no están dispuestos a hacerlo sin Kevin Moore, porque "es su canción" , y ellos la hubiesen dejado fuera del álbum si hubiesen sabido que Moore quería dejar la banda. A Moore se le ha ofrecido en varias oportunidades interpretar el tema con Dream Theater como un sexteto, pero se ha rehusado hasta hoy. Sin embargo, en la gira Along for the Ride Tour, por insistencia de Rudess, la canción se incluyó, y fue incluida en el álbum en directo Breaking the Fourth Wall.
- Originalmente, la canción ''The Mirror'' estaba originalmente enganchada con ''Lie'', por lo tanto eran una misma canción, aunque ''Lie'' seguía siendo una canción separada de ''The Mirror'', como se puede escuchar en los demos de Awake.

- Datos: Q258671